# Coppa di Russia
La Coppa di Russia (in russo Кубок России?, Kubok Rossii) è la coppa nazionale di calcio russa, assegnata dalla Rossijskij Futbol'nyj Sojuz. È il secondo torneo calcistico russo per importanza dopo la Prem'er-Liga, la massima divisione del campionato russo.
La squadra più titolata è la Lokomotiv Mosca, vincitrice di 9 coppe. Lo stadio dove si sono giocate più finali (8) è il Lužniki di Mosca.

## Formula
Dal 1992 alla competizione partecipano le squadre della massima divisione del campionato russo, oltre alle squadre della prima divisione (secondo livello) e della seconda divisione (terzo livello). La finale si gioca in gara unica.
Da sottolineare, infine, il fatto che il Terek Groznyj, vincitore della coppa nel 2004, è stata l'unica squadra, finora, a conquistare la competizione militando in seconda serie.

## Albo d'oro
| Anno      | Vincitore             | Risultato     | Finalista              | Stadio                                  | Spettatori |
| --------- | --------------------- | ------------- | ---------------------- | --------------------------------------- | ---------- |
| 1992-1993 | Torpedo Mosca         | 1-1 (5-3 dtr) | CSKA Mosca             | Stadio Lužniki, Mosca                   | 20.000     |
| 1993-1994 | Spartak Mosca         | 2-2 (4-2 dtr) | CSKA Mosca             | Stadio Lužniki, Mosca                   | 30.000     |
| 1994-1995 | Dinamo Mosca          | 0-0 (8-7 dtr) | Rotor                  | Stadio Lužniki, Mosca                   | 20.000     |
| 1995-1996 | Lokomotiv Mosca       | 3-2           | Spartak Mosca          | Stadio Dinamo, Mosca                    | 20.000     |
| 1996-1997 | Lokomotiv Mosca       | 2-0           | Dinamo Mosca           | Stadio Torpedo, Mosca                   | 13.800     |
| 1997-1998 | Spartak Mosca         | 1-0           | Lokomotiv Mosca        | Stadio Lužniki, Mosca                   | 36.800     |
| 1998-1999 | Zenit San Pietroburgo | 3-1           | Dinamo Mosca           | Stadio Lužniki, Mosca                   | 22.000     |
| 1999-2000 | Lokomotiv Mosca       | 3-2 (dts)     | CSKA Mosca             | Stadio Dinamo, Mosca                    | 26.000     |
| 2000-2001 | Lokomotiv Mosca       | 1-1 (4-3 dtr) | Anži                   | Stadio Dinamo, Mosca                    | 8.500      |
| 2001-2002 | CSKA Mosca            | 2-0           | Zenit San Pietroburgo  | Stadio Lužniki, Mosca                   | 48.000     |
| 2002-2003 | Spartak Mosca         | 1-0           | Rostov                 | Stadio Lokomotiv, Mosca                 | 22.000     |
| 2003-2004 | Terek Groznyj         | 1-0           | Kryl'ja Sovetov Samara | Stadio Lokomotiv, Mosca                 | 17.000     |
| 2004-2005 | CSKA Mosca            | 1-0           | Chimki                 | Stadio Lokomotiv, Mosca                 | 25.000     |
| 2005-2006 | CSKA Mosca            | 3-0           | Spartak Mosca          | Stadio Lužniki, Mosca                   | 67.000     |
| 2006-2007 | Lokomotiv Mosca       | 1-0 (dts)     | FK Mosca               | Stadio Lužniki, Mosca                   | 45.000     |
| 2007-2008 | CSKA Mosca            | 2-2 (4-1 dtr) | Amkar Perm'            | Stadio Lokomotiv, Mosca                 | 24.000     |
| 2008-2009 | CSKA Mosca            | 1-0           | Rubin                  | Arena Chimki, Chimki                    | 13.000     |
| 2009-2010 | Zenit San Pietroburgo | 1-0           | Sibir'                 | Stadio Olimp-2, Rostov sul Don          | 15.000     |
| 2010-2011 | CSKA Mosca            | 2-1           | Alanija Vladikavkaz    | Stadio Šinnik, Jaroslavl'               | 12.900     |
| 2011-2012 | Rubin                 | 1-0           | Dinamo Mosca           | Stadio Centrale, Ekaterinburg           | 27.000     |
| 2012-2013 | CSKA Mosca            | 1-1 (4-3 dtr) | Anži                   | Stadio Terek, Groznyj                   | 28.000     |
| 2013-2014 | Rostov                | 0-0 (6-5 dtr) | Krasnodar              | Anži-Arena, Kaspijsk                    | 19.500     |
| 2014-2015 | Lokomotiv Mosca       | 3-1 (dts)     | Kuban'                 | Stadio Centrale, Astrachan'             | 16.000     |
| 2015-2016 | Zenit San Pietroburgo | 4-1           | CSKA Mosca             | Kazan Arena, Kazan'                     | 36.600     |
| 2016-2017 | Lokomotiv Mosca       | 2-0           | Ural                   | Stadio Olimpico Fišt, Soči              | 24.500     |
| 2017-2018 | Tosno                 | 2-1           | Avangard Kursk         | Volgograd Arena, Volgograd              | 40.373     |
| 2018-2019 | Lokomotiv Mosca       | 1-0           | Ural                   | Futbol'nyj stadion v Samare, Samara     | 38.018     |
| 2019-2020 | Zenit San Pietroburgo | 1-0           | Chimki                 | Stadio Centrale, Ekaterinburg           | 3.408      |
| 2020-2021 | Lokomotiv Mosca       | 3-1           | Kryl'ja Sovetov Samara | Stadio Nižnij Novgorod, Nižnij Novgorod | 20.808     |
| 2021-2022 | Spartak Mosca         | 2-1           | Dinamo Mosca           | Stadio Lužniki, Mosca                   | 73.189     |
| 2022-2023 | CSKA Mosca            | 1-1 (6-5 dtr) | Krasnodar              | Stadio Lužniki, Mosca                   | 53.425     |
| 2023-2024 | Zenit San Pietroburgo | 2-1           | Baltika                | Stadio Lužniki, Mosca                   | 41.776     |
| 2024-2025 | CSKA Mosca            | 0-0 (4-3 dtr) | Rostov                 | Stadio Lužniki, Mosca                   |            |

## Vittorie per club
| Club                  | Vittorie | Anno                                                                                              |
| --------------------- | -------- | ------------------------------------------------------------------------------------------------- |
| Lokomotiv Mosca       | 9        | 1995-1996, 1996-1997, 1999-2000, 2000-2001, 2006-2007, 2014-2015, 2016-2017, 2018-2019, 2020-2021 |
| CSKA Mosca            | 9        | 2001-2002, 2004-2005, 2005-2006, 2007-2008, 2008-2009, 2010-2011, 2012-2013, 2022-2023, 2024-2025 |
| Zenit San Pietroburgo | 5        | 1998-1999, 2009-2010, 2015-2016, 2019-2020, 2023-2024                                             |
| Spartak Mosca         | 4        | 1993-1994, 1997-1998, 2002-2003, 2021-2022                                                        |
| Rostov                | 4        | 2013-2014                                                                                         |
| Rubin                 | 1        | 2011-2012                                                                                         |
| Terek Groznyj         | 1        | 2003-2004                                                                                         |
| Dinamo Mosca          | 1        | 1994-1995                                                                                         |
| Torpedo Mosca         | 1        | 1992-1993                                                                                         |
| Tosno                 | 1        | 2017-2018                                                                                         |